# Får i kål

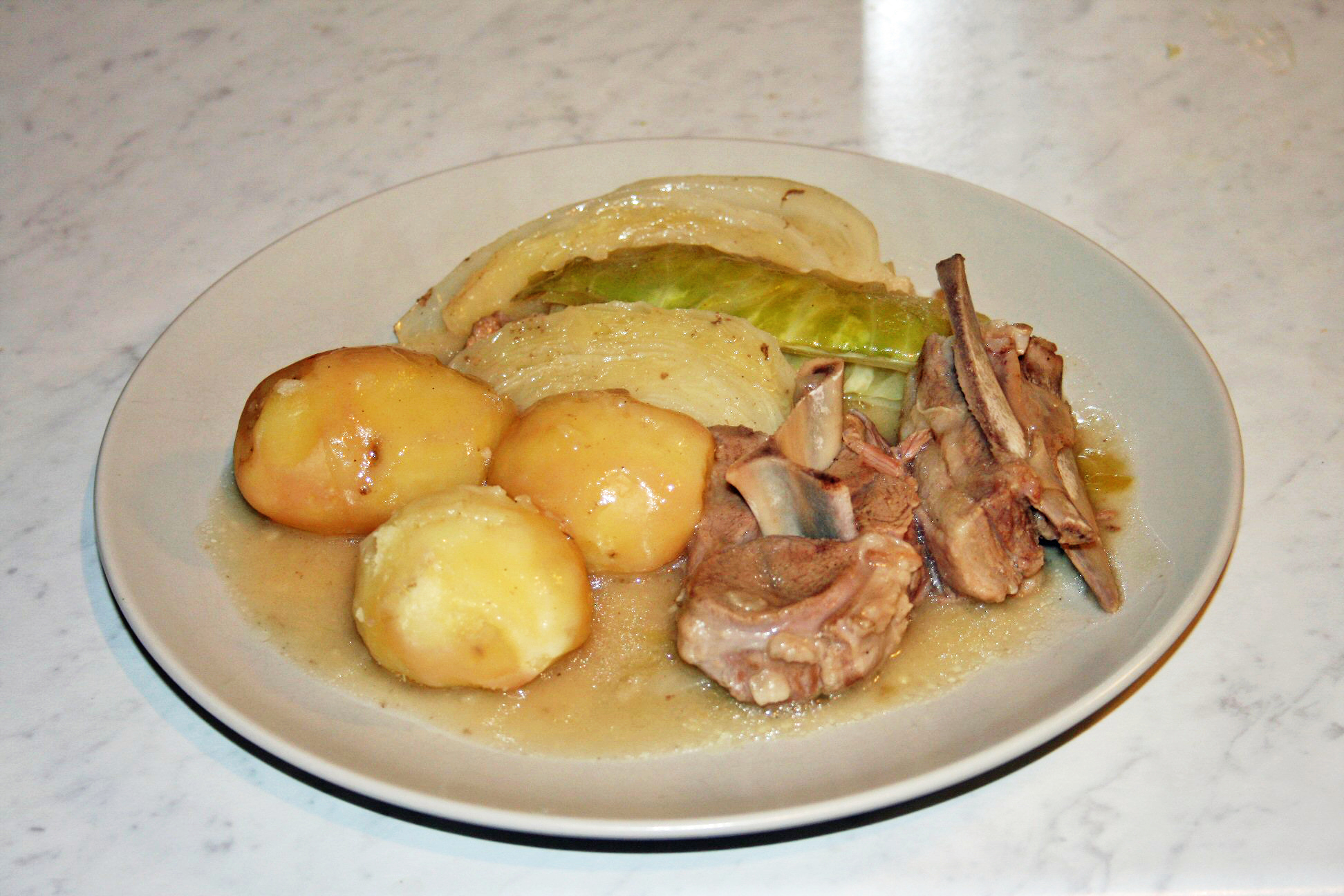
Får i kål med kokt potatis

Får i kål (norska: fårikål) är en maträtt som består av får- eller lammkött, vitkål och vit- eller svartpeppar som kokas tillsammans i en gryta. Grytan serveras med kokt potatis.
I Norge äts får i kål traditionellt på hösten. Rätten är mest populär i de västra delarna av landet. Rätten har en egen dag: den sista torsdagen i september. Den blev utsedd till nationalrätt i radioprogrammet Nitimen på 1970-talet.
Ett svenskt recept på får i kål finns i Iduns kokbok (1911).